# Palancoso
Palancoso es un núcleo de población disperso del municipio de Talayuela, en la provincia de Cáceres, comunidad autónoma de Extremadura (España).
- Datos: Q6058781